# Niman
Der Niman (russisch Нима́н) ist ein rechter Nebenfluss der Bureja in der Region Chabarowsk im Fernen Osten Russlands.
Der Niman entspringt an den Ausläufern des Esopkamms (хребѐт Эзоп). Er fließt zuerst in westlicher Richtung, wendet sich später nach Süden und bildet mehrere Kilometer die Grenze zur Oblast Amur. Schließlich wendet er sich nach Südosten und trifft nach 353 km auf die Bureja. Der Niman entwässert ein Areal von 16.500 m³/s. Von April bis September führt der Fluss Hochwasser, während er im Winter Niedrigwasser führt. 12 Kilometer oberhalb der Mündung beträgt der mittlere Abfluss (MQ) 224 m³/s. Die größte gemessene Abflussmenge beträgt 5030 m³/s, die geringste 0,08 m³/s.